# Alberto da Cunha Leão
Alberto da Cunha Leão, igualmente conhecido como Alberto Leão, foi um empresário português.

## Biografia
Associou-se a António José Pereira Cabral, para empreenderem a construção e gestão do Caminho de Ferro da Regoa a Chaves, tendo obtido esta concessão do governo em 12 de Abril de 1897; no entanto, em 1902, pediram a rescisão deste contrato, por não terem encontrado apoio financeiro para o projecto. A construção desta linha iniciou-se no ano seguinte, por conta do estado, utilizando uma versão revista do projecto de Alberto Leão.